# Ținutul Lăpușnei
Ținutul Lăpușnei a fost o unitate administrativ-teritorială în cadrul Țării Moldovei, care făcea parte din Țara de Jos, având centrul administrativ la târgul Lăpușna.
La vest se învecina cu ținuturile Iași și Vaslui și la est pe pârâul Bâcovăț și pe râul Bâc cu ținutul Orhei și pe râulețul Calintir cu raiaua Tighina. La sud, pe râul Sărata din raionul Leova de astăzi, se învecina cu ținutul Tigheci (înglobat la mijlocul secolului al XVII-lea în ținutul Fălciu), dar și cu tătarii din Bugeac (din 1673 de-a lungul hotarului lui Halil Pașa). În ținutul Lăpușnei se găseau atât Chișinăul, cât, după Dimitrie Cantemir, și cetatea Tighina până la acapararea ei de către turci. Ținutul făcea parte din eparhia episcopiei Hușilor, alături de ținutul Fălciu, ținutul Orhei și ținutul Soroca.
În a doua treime a secolului al XVII-lea, reședința ținutului, orașul Lăpușna, a început să decadă datorită venirii în Bugeac a unor noi grupuri agresive de tătari. Tot în legătură cu acest eveniment, drumul comercial din Iași prin Tighina și spre Cetatea Albă nu mai trecea pe valea Botnei, ci pe valea Bâcului, mai adăpostită de tătari. Drept urmare, conducerea ținutului s-a mutat la Chișinău, care în această perioadă a devenit oraș.
În anii 1770 ținutul Lăpușnei a fost comasat cu ținutul Orhei. În 1818, în timpul stăpânirii în Basarabia a Imperiului Țarist, pe teritoriul aproximativ al fostului ținut Lăpușna a fost constituit județul Chișinău, hotarul său cu județul Orhei trecând de această dată însă mai la nord, pe râul Ichel.

## Istorie
În lucrarea „Descrierea Moldovei”, Dimitrie Cantemir descrie ținutul Lăpușnei (Ager Lapuszensis) astfel: De acesta se ținea odinioară Tighina, Turcii îi zic Benderu, care mai înainte încă era foarte întărită, iar Turcii o întăria acum și mai mult la Nistru; în timpurile noastre a fost loc de scăpare al regelui Suediei în fuga sa după bătălia dela Pultava. Turcii până a nu li se supune, adesea dar în deșert bătură această cetate, dar ceeace nu putură cu forța câștigară în urmă prin frauda și perfidia lui Aron Vodă, căruia Moldovenii, îi ziseră și tiranul, pentru că fiind scos din țară pentru cruzimea și tirania cu care se purta, a fugit la împăratul turcesc și-i promise că de-l va readuce în domnie, îi va da Tighina cea de atâtea ori cerută împreună cu 12 sate și i-o va da pentru totdeauna. Plăcând sultanului acest dar, pe Aron îl puse iarăși în domnie, iar pentru prețul ostenelei sale luă cea dintâi cetate a țării și mai mare întăritură a ei contra Polonilor și a Tătarilor.